# LX-14
LX-14 – rodzaj materiału wybuchowego z grupy materiałów wybuchowych wiązanych polimerami (PBX, z ang. polymer-bonded explosives). Składa się z 95,5% oktogenu i 4,5% lepiszcza – Estanu 5703p (termoplastycznego polimeru poliuretanowo-poliestrowego). Jego gęstość wynosi ok. 1,8 g/cm3, a ciśnienie detonacji wynosi ok. 370 tys. atm.